# Eline Berger
Eline Berger (28 marzo 1997) è una canottiera olandese, di ruolo timoniera.

## Biografia
Ha rappresentato i Paesi Bassi ai Giochi olimpici estivi di Tokyo 2020, dove è stata timoniera dell'otto maschile olandese, classificandosi quinta con Simon van Dorp, Ruben Knab, Jasper Tissen, Maarten Hurkmans, Bram Schwarz, Mechiel Versluis, Robert Lücken e Björn van den Ende.

## Palmarès
- Mondiali

Ottensheim 2019: argento nell'otto maschile;
- Europei

Varese 2021: bronzo nell'otto maschile;